# Chiesa dei Santi Apostoli (Salonicco)
La chiesa dei Santi Apostoli (in greco : Ἅγιοι Ἀπόστολοι) è una chiesa bizantina del XIV secolo che si trova nella città di Salonicco. Dal 1988 la chiesa fa parte del sito seriale del patrimonio dell'umanità dei monumenti paleocristiani e bizantini di Salonicco.